# Octoeco

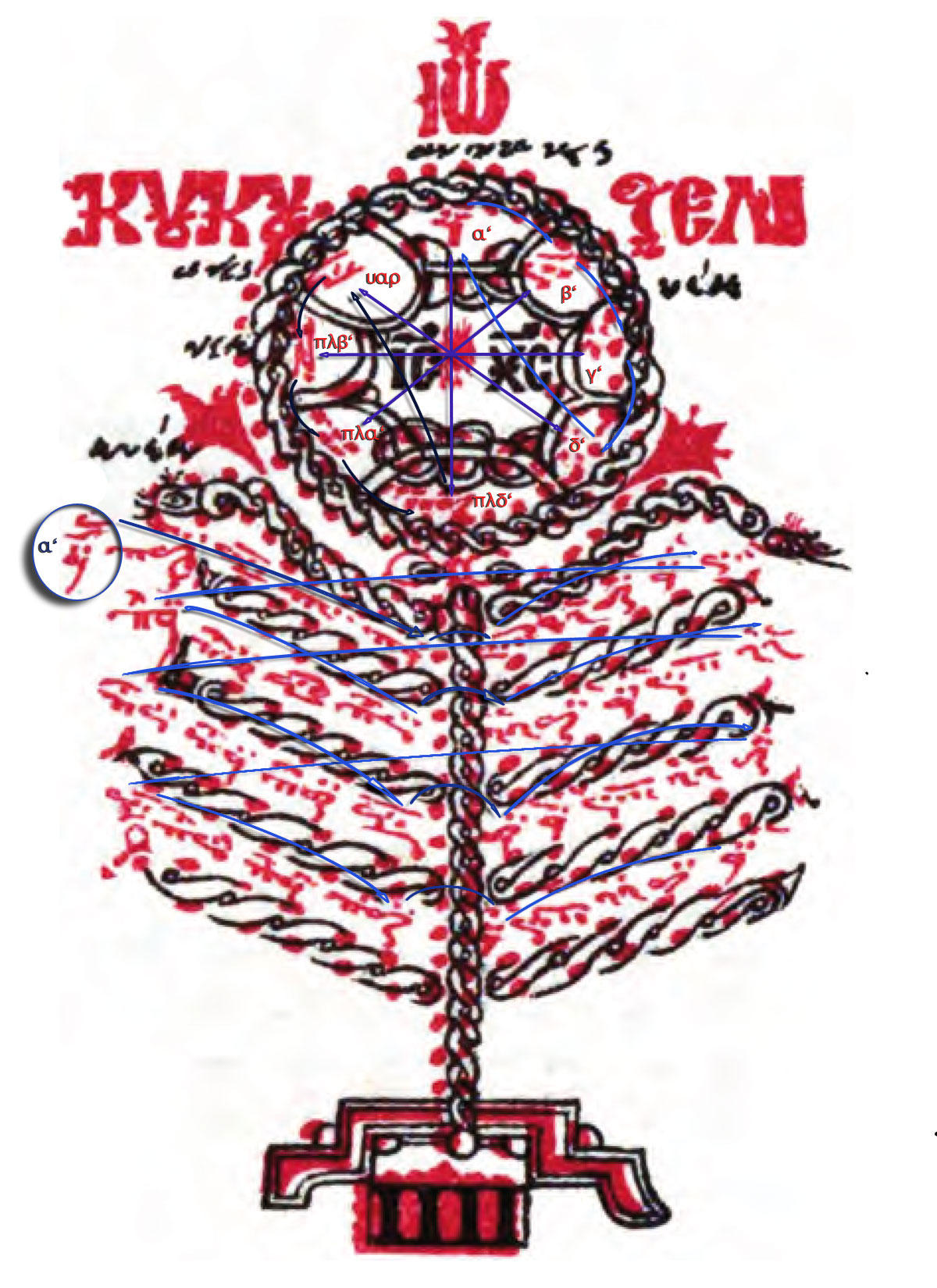
Árvore papádico-cucuzeliana, usada para instrução no octoeco papádico

O octoeco ou octoecos (em grego bizantino: Ὀκτώηχος, transl.: Oktṓēchos – trad.: “oito sons”; em antigo eslavo eclesiástico:  Осмогла́сие, transl. Osmoglásie; em latim: octo toni; em armênio/arménio:  ութձայնի, transl. owt’jayni/ut῾jayni; em aramaico:  ܬܡܢܐ ܪܩܢܐ‎, transl. təmānē reqneʾ/ṯmōnē rēqnēʾ; em georgiano:  ოქტოიხოსი, transl. ok'toikhosi), também conhecido como os oito tons ou oito modos, é o nome coletivo dos sistemas de oito modos musicais utilizados para a composição de canto litúrgico cristão de diversas tradições desde a Idade Média.
Apesar de discordâncias liturgiológicas quanto ao surgimento e difusão do octoeco, há consenso quanto à sua origem última na comunidade cristã de Jerusalém, com um sistema de oito modos de origem no modalismo clássico (com possível contribuição da tradição hebreia) sendo adequado a um ciclo semanal óctuplo, provavelmente no século V. O sistema logo se difundiu no Levante e no Cáucaso, onde se desenvolveram tradições autônomas, nomeadamente as do rito sírio ocidental (fundamentadas na Casa dos Tesouros), a do armênio e os cantos polifônicos do antigo rito da Igreja Ortodoxa Georgiana, hoje substituído pelo bizantino.
Após uma reforma sabaíta chancelada no Concílio Quinissexto em 692, surgiu oficialmente o octoeco hagiopolitano adotado inicialmente pelo rito bizantino. Este sistema originou os tons salmódicos do canto gregoriano, desenvolvidos no contexto da Renascença Carolíngia no século VIII, e, através das missões cirilo-metodianas, as sementes do que viria a ser o octoeco do canto neumático entre os eslavos orientais. Enquanto os tons salmódicos se solidificaram como principal método de composição do rito latino, posteriormente deixando grande influência tanto na música clássica como na popular, do canto neumático se derivou uma grande família de cantos, alguns com interpretações modais divergentes, em que pese a manutenção do rito bizantino. No século XIX, tornou-se dominante na Rússia o canto dos costumes, fundamentado em escalas maiores e menores ocidentais. No restante do mundo ortodoxo calcedoniano, sob contínua influência do Império Bizantino, o octoeco hagiopolitano passou por sua primeira grande reforma no século XIII, quando se criou o sistema conhecido como octoeco papádico, cujo octoeco teve suas diferenças em relação ao hagiopolitano marcadas no século XVII. O século XIX foi marcado por duas reformas que introduziram o octoeco bizantino, finalmente temperado.
O octoeco greco-bizantino, o armênio e uma das nomenclaturas ocidentais dividem os modos em duas categorias, numerando-os dentro de seus respectivos grupos. Outra nomenclatura ocidental, assim como a eslava (inclusive a que mantém o octoeco bizantino), a georgiana (idêntica à eslava) e a síria ocidental, numeram, de formas diferentes, os modos de primeiro a oitavo. Mais outra nomenclatura ocidental, ainda, baseia-se no modalismo clássico. Nos ritos bizantino, sírio ocidental e armênio, como nas origens hagiopolitanas, hinos nos oito modos são alternados em ciclos que se repetem ao longo do ano litúrgico, embora possam ser interrompidos em ocasiões especiais.

## Ciclo litúrgico

### Origem

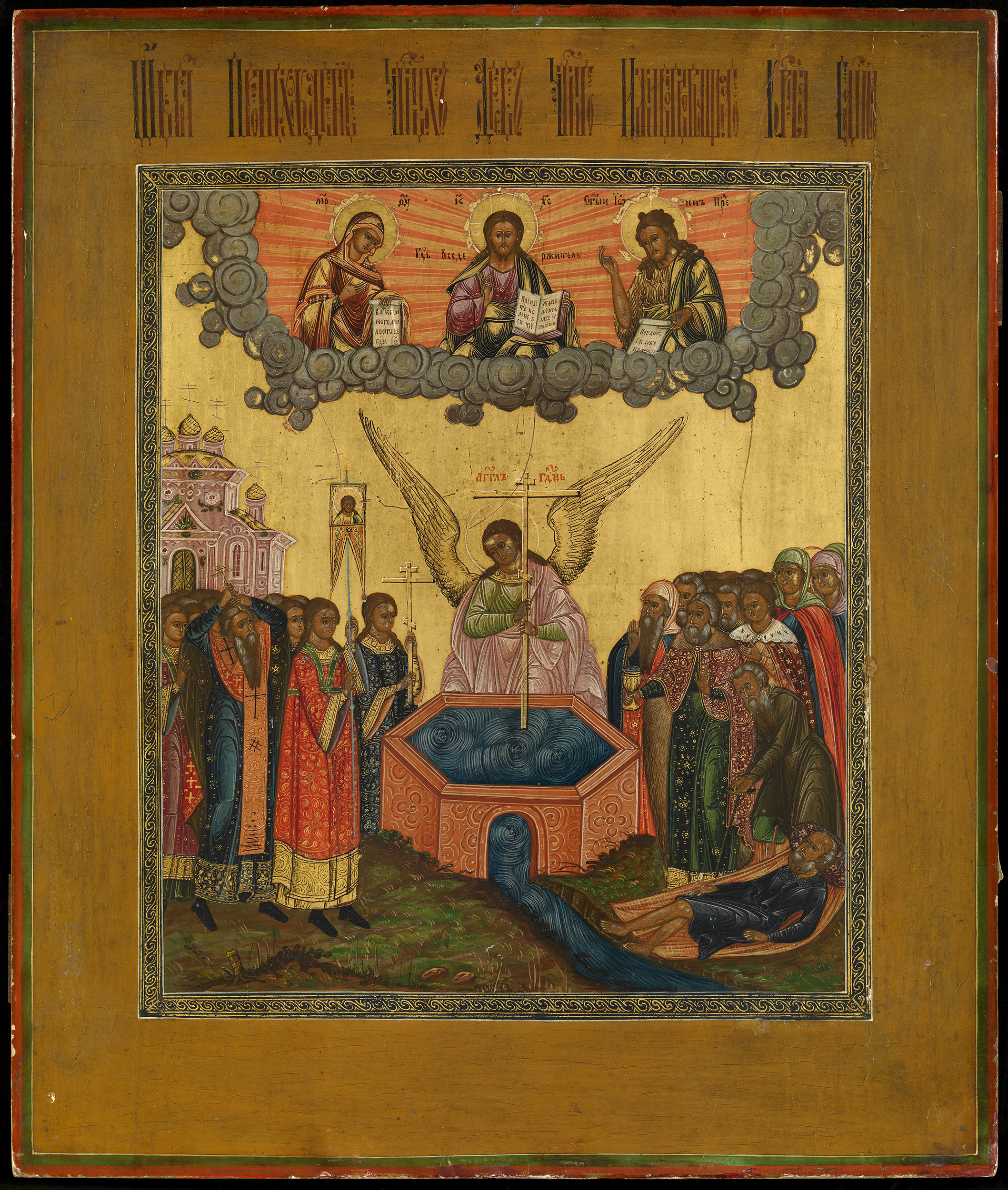
Ícone russo representando a comunidade cristã de Jerusalém do século IV, no contexto da Exaltação da Santa Cruz

Uma marca do octoeco comum ao seu uso nos ritos bizantino, sírio ocidental e armênio é a alternância de seus modos em ciclos óctuplos que se repetem ao longo do ano litúrgico. Existem ao menos duas diferentes teorias sobre a origem destes ciclos, ambas baseadas na pentecôntade, período de 50 dias tradicional em diversos calendários do Oriente Médio, e localizando sua origem no extinto rito hagiopolita (isto é, de Jerusalém). Alguns judeus, como proposto no Livro de Jubileus passaram a contar a pentecôntade como um período de 49 dias, a fim de facilitar sua repetição cíclica ao longo do ano como um período de exatamente sete semanas. Autores como Carl Anton Baumstark e Eric Werner compreendiam que os cristãos hagiopolitas, ao contarem 50 dias a partir de um domingo, como da Páscoa ao Pentecostes, encontrariam uma soma de oito domingos, portanto completando o período a fim de que contemplasse oito semanas inteiras, ou 56 dias, a fim de permitir ciclicidade. Stig Simeon Frøyshov, por sua vez, argumenta que as evidências disponíveis apontam para um uso do Livro de Jubileus pelos primeiros cristãos hagiopolitas, de forma que sua pentecôntade deveria ser de 49 dias, ou exatamente sete semanas. Para explicar a existência de um período de oito semanas, Frøyshov remonta à tradição cristã, provavelmente surgida no fim do século I e evidenciada na Epístola de Barnabé, a ressurreição de Jesus, ao suceder o sétimo dia da semana judaica (o Sabá), fez do domingo simultaneamente o primeiro e o oitavo dia da semana.
Há fontes evidenciando que, de fato, os cristãos hagiopolitas utilizaram nos primeiros séculos um ciclo de sete semanas, assim como até hoje utilizado pelo rito sírio oriental e até o século XII pelo sírio ocidental. No ano 350, por exemplo, São Cirilo de Jerusalém se referiu a uma Quaresma de seis semanas, que, somada à Semana Santa, resultaria em um período litúrgico de sete semanas de preparação para a Páscoa. A primeira evidência de um período de oito semanas de preparação para a Páscoa no rito hagiopolita está nos relatos da peregrina Egéria, dos primeiros anos da década de 380. Uma explicação se encontra numa homilia do bispo João II de Jerusalém, provavelmente datada de 394. Segundo João, as sete semanas da Quaresma remontariam ao Antigo Testamento, e a Semana Santa, ao Novo.

### Rito bizantino

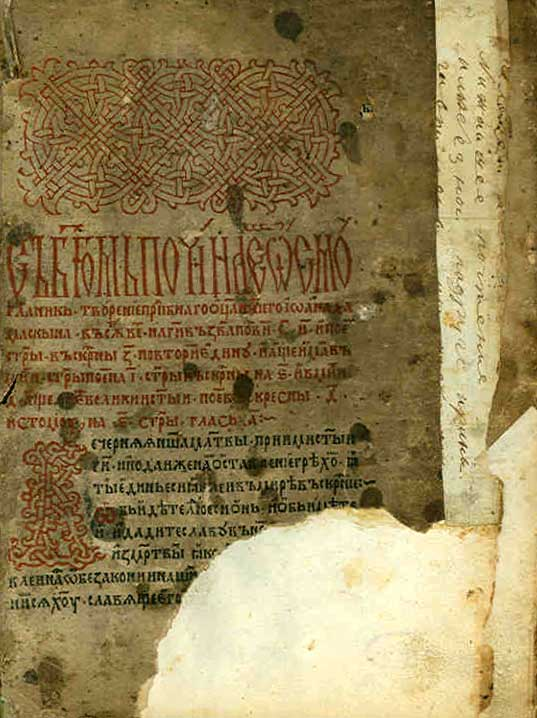
Capa do primeiro Grande Octoeco impresso, por Schweipolt Fiol, na Cracóvia em 1491

No rito bizantino, há um sistema de ciclos de oito semanas litúrgicas, cada uma começando no domingo e tendo um modo próprio designado, com diferentes hinos cantados no mesmo cantados ao longo dos ofícios. O ciclo se inicia na Páscoa, que faz uso do primeiro modo, e, nos dias posteriores, como símbolo da universalidade da ressurreição, canta-se um modo por dia, percorrendo-se o octoeco com exceção do tom grave (ou sétimo, na terminologia eslava e georgiana), omitido para encaixe do octoeco em sete dias por ter sua sonoridade considerada sombria. O primeiro modo retorna no primeiro domingo depois da Páscoa, sendo utilizado no restante da semana, e a semana seguinte já utiliza o segundo modo, e assim em diante até a Semana Santa, que tem os modos de cada dia selecionados independentemente. A única exceção é a semana do Pentecostes, que suspende a contagem tradicional e, assim como a Semana Santa, tem seus hinos musicados independentemente.
Na tradição eslava, o ciclo é chamado "Pilar Vocal" (em russo:  гласновый столб, transl. glasnovy stolb), e é contado do segundo domingo após o Pentecostes até o último sábado antes da Quaresma, período no qual se aplica o Osmoglasnik, mas os tons se organizam identicamente aos costumes do restante do rito bizantino. No antigo rito georgiano, hoje mera variante bizantina, havia uma contagem mais complexa, afetando também a entonação das leituras bíblicas e as despedidas da Liturgia dos Dons Pré-Santificados.

### Rito sírio ocidental
Pela maior parte da Idade Média, apesar da proximidade (inclusive geográfica) com a tradição hagiopolita, o rito sírio ocidental, assim como até hoje o oriental, funcionava orientado por ciclos de sete semanas: os oito modos se alternavam nos dias feriais, com os sete primeiros sendo utilizados na semana da Páscoa e se alternando nos domingos do tempo pascal e em outros domingos que remontassem à ressurreição de forma geral. Foi apenas a partir do fim do século XII, contudo, que o rito passou a, por novas influências bizantinas, adequar seus oito modos a um ciclo de oito semanas.
Os ciclos se iniciam sempre em um domingo, que utiliza o primeiro modo, assim como a terça-feira e a quinta-feira seguintes, enquanto a segunda-feira, a quarta-feira e a sexta-feira da mesma semana utilizam o quinto modo. Na semana seguinte, utilizam-se respectivamente o segundo e o sexto modos, e assim em diante. O primeiro ciclo começa oito domingos antes do Natal, e a contagem dos ciclos é suspensa entre o Natal e a Epifania, cujos um ou dois domingos intermediários se comportam como um ciclo independente. As oito festas dedicadas a Jesus Cristo e à Virgem Maria também seguem os oito modos em ordem, enquanto algumas outras festas têm modos designados imprevisivelmente.

### Rito armênio
No rito armênio, apesar de haver ciclos óctuplos, não são de oito semanas, mas de oito dias. Os modos começam a alternar-se diariamente a partir da Páscoa, quando se utiliza a "primeira voz". No dia seguinte, se utiliza o "primeiro lado", no próximo, a "segunda voz", e assim por diante. Além das festas com modos especiais, o ciclo tem uma alteração no primeiro domingo da Quaresma, que necessariamente utiliza o "quarto lado", a partir de então se seguindo o ciclo normalmente.

## Origem

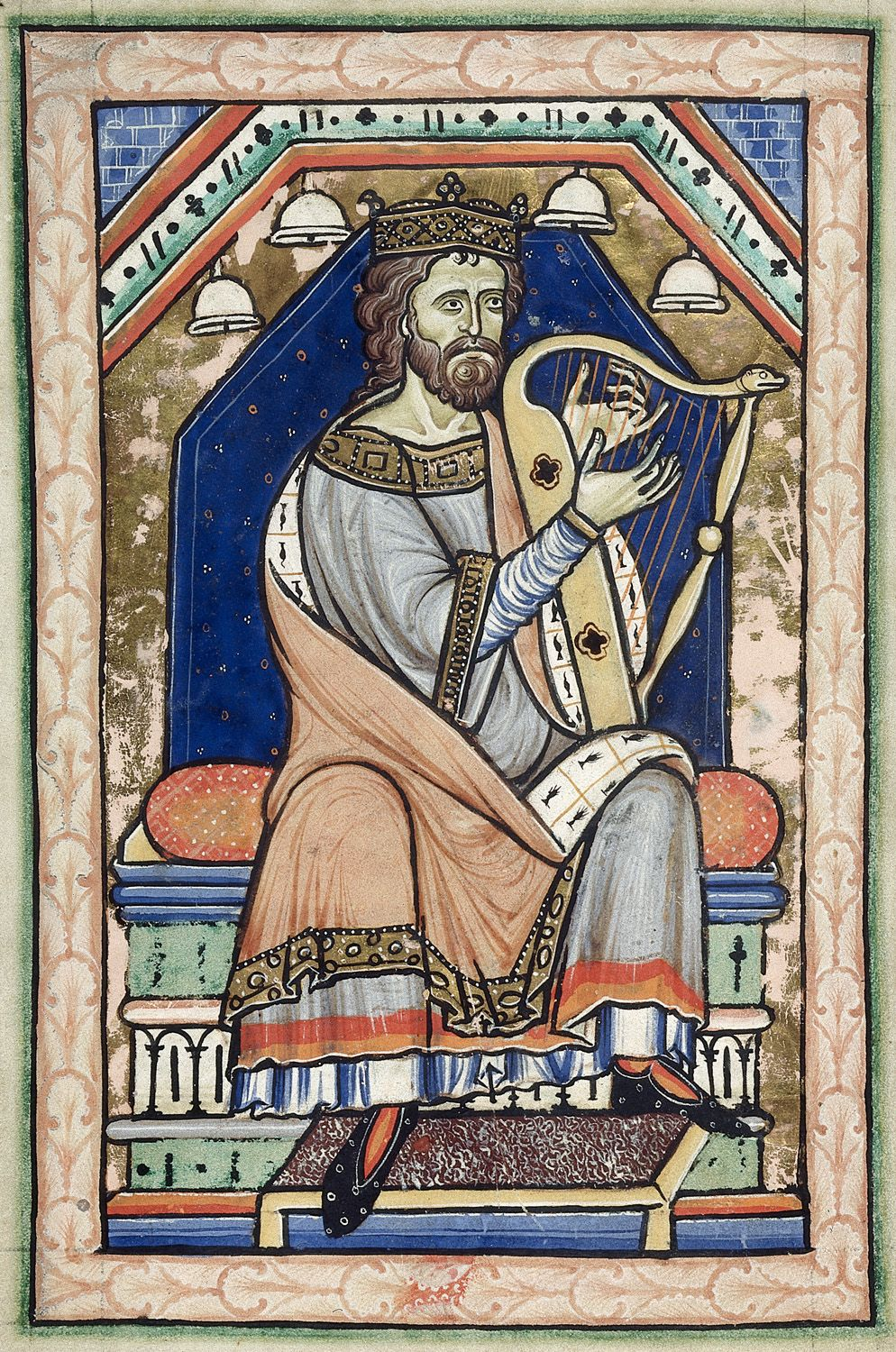
Iluminura de Davi tocando a harpa, no Saltério de Westminster

Ao longo da maior parte do século XX, liturgiólogos como Aelred Cody e Peter Jeffery lançaram ceticismo sobre a datação tradicional do octoeco aos poucos primeiros séculos da Idade Média, preferindo datá-lo seguramente às suas primeiras evidências explícitas então conhecidas, isto é, algo entre os séculos VIII e IX. Estudos comparativos e o aprofundamento do conhecimento sobre a evolução da liturgia de Jerusalém, contudo, trouxeram novos entendimentos sobre o tema.
Sistemas de oito modos precedem em muito o octoeco, embora seja difícil estabelecer claramente as relações entre estes sistemas e o octoeco em si. Werner especula que poderia datar, no uso corrente do Oriente Médio, aos tempos babilônicos, quando se evidencia a existência de oito incipit variáveis que possivelmente variariam em modos, além de períodos de oito dias aparecerem bastante nos ritos babilônicos, embora não seja clara a associação entre os incipit e estes ciclos. Parece haver um liame direto entre estes períodos e a nota "segundo a oitava" (em hebraico: עַֽל־הַשְּׁמִינִ֗ית; romaniz.: al-hašəmînîṯ/al-hašminiṯ) que aparece, no Antigo Testamento, nos salmos 6 e 12, e que posteriormente Abenezra atestaria ser interpretado por alguns comentadores como uma instrução para tocar "na oitava doçura", possível referência a modalismo, embora a posição majoritária fosse de que se referiria a uma harpa. Antes de Abenezra, Saadia Gaon também definira oito modos melódicos, embora sua posição não tenha sido homogeneamente aceita por comentadores posteriores, e mesmo os aceitadores tenham sido adstritos ao mundo sefardita. Uma origem judaica do octoeco seria coerente com a tradição bizantina de que os modos autênticos haveriam sido compostos por Davi, e os plagais por seu filho Salomão, além da teoria de Gustave Reese de que termos bizantinos ininteligíveis relacionados ao octoeco como "nana" (em grego clássico: νανὰ) seriam de origem hebraica.
Hoje é estabelecido que o octoeco cristão provavelmente tem sua origem ultimamente na Jerusalém bizantina do século V, com o desenvolvimento de um padrão próprio de canto, de origem propriamente levantina, provavelmente palestina, variando conforme a noção tradicional de um ciclo semanal óctuplo. Provavelmente no século V, este ciclo, assim como a existência de oito modos em outras tradições, inspirou os hinógrafos locais a duplicarem, através de inversões, os quatro modos clássicos então utilizados, e que então aparentemente simbolizavam os Quatro Evangelistas, gerando um ciclo de oito modos que delineava o de oito semanas.
Fora de Jerusalém, os oito modos também permeavam a obra de hinógrafos do século V como Anatólio de Constantinopla, Romano o Melodista e Jacó de Batnas. No Ocidente, personalidades como Ambrósio de Milão e Gregório o Grande também se valeram contemporaneamente de sistemas óctuplos paralelos ao de Jerusalém. Entre os não-calcedonianos, Severo de Antioquia também utilizou um sistema de oito modos com tal relativa proficiência e evidência para sua época que chegou a ser hipotetizado que ele mesmo haveria criado o sistema. No século VI, já era mais explícita a adoção de um sistema de oito modos entre manuscritos de Jerusalém, sendo o mesmo século tido por João de Damasco como aquele na qual apareciam as primeiras evidências concretas de um octoeco.
Um suposto diálogo entre ascetas sabaítas comentado no início do século VI por João Rufo, mas remontando provavelmente ao século IV, é o primeiro registro específico do termo "octoeco". No texto, um monge relata ao abade Silvano que canta os hinos do octoeco desde que se tornou um monge, ao que o abade responde que a música endurece o coração.

## Variedades

### Reforma sabaíta e desenvolvimento bizantino

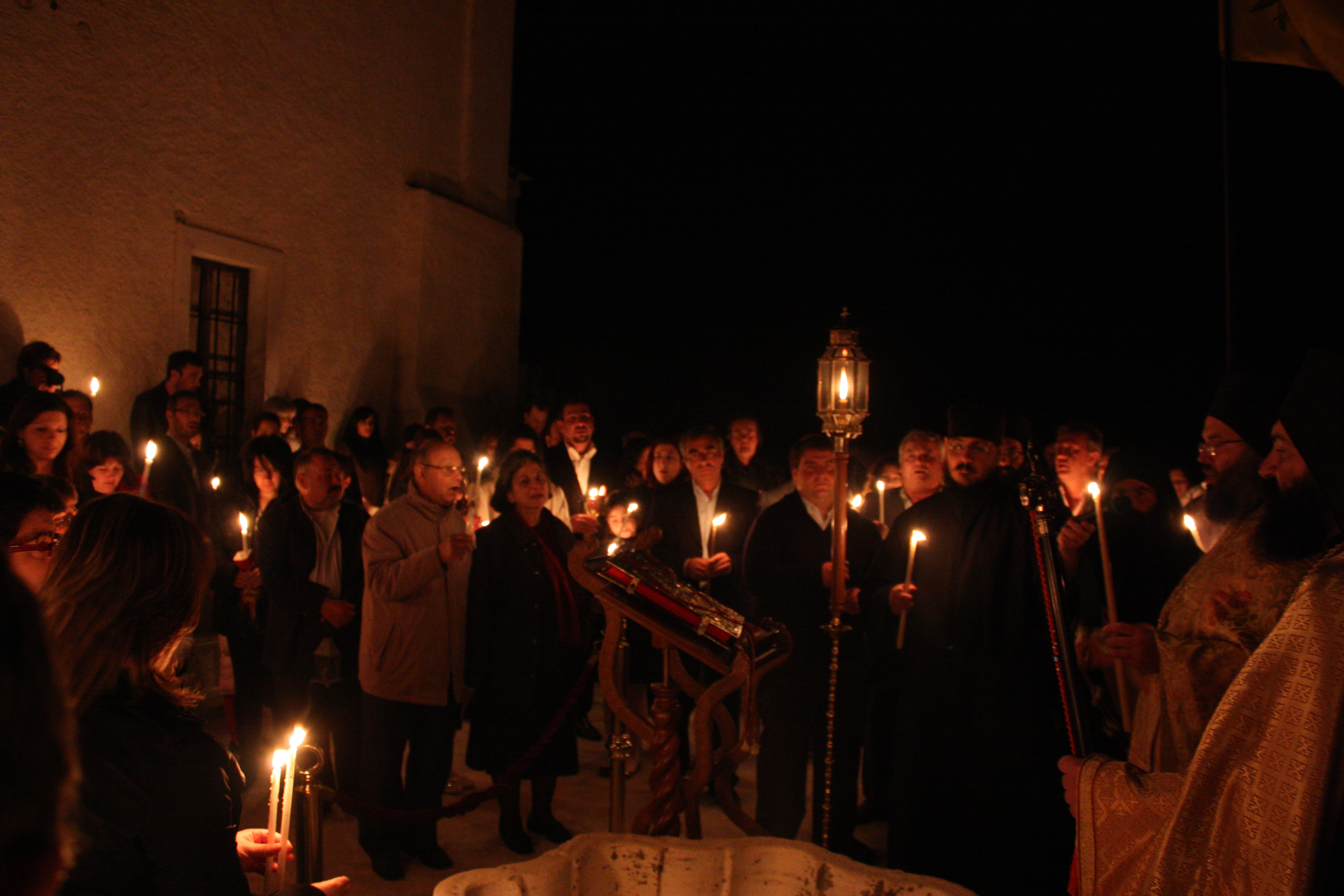
Coral bizantino contemporâneo, em Santorini

Em 692, durante o Concílio Quinissexto, foi oficializada através do oriente cristão calcedoniano uma reforma do canto de Jerusalém pelos monges do Mosteiro de São Sabas, resumida no tratado chamado Grande Octoeco (em grego clássico: Ὀκτώηχος ἡ μεγάλη; romaniz.: Oktṓēchos hē megálē), com base em uma síntese do mesmo com noções clássicas de modalismo grego, finalmente engendrando a primeira fase do octoeco bizantino formalizado, conhecida como "octoeco hagiopolitano". O sistema seria depois retrogradamente atribuído a João de Damasco, seu contribuidor mais afamado.
Neste período inicial, o octoeco bizantino pertencia inteiramente ao gênero diatônico, mas, à parte dos oito modos, ainda se trabalhava com mais dois modos exóticos, chamados "destruidores" (em grego clássico: φθορά) por sua função de radical mudança dos modos autênticos equivalentes, e contados fora do sistema: o nana, equivalente enarmônico do terceiro modo, e o nênano (em grego clássico: νενανῶ), equivalente cromático do segundo modo. Embora algumas melodias bizantinas pareçam preceder o próprio octoeco hagiopolitano, foram readequadas para que se pudessem associar modos específicos às mesmas, ainda que esta associação por vezes gere combinações irregulares.
No século XIII, o octoeco greco-bizantino, já separado do eslavo, passou por sua primeira grande reforma, empreendida por João Cucúzeles a partir dos ensinamentos de seu professor João Glícis, que introduziu uma nova forma de se analisar, ensinar e aprender o sistema, marcando a segunda fase do octoeco bizantino, o "octoeco papádico". Foi nesta fase que se deu, no século XIV, a introdução do íson (em grego clássico: ἴσον; romaniz.: íson, "igual"), um pedal inspirado no órganon ocidental que, acompanhando as melodias de diferentes formas a depender do modo, introduziu pela primeira vez ao canto bizantino preocupações harmônicas. Também ao longo deste período do octoeco, os modos destruidores foram usados com maior frequência, inclusive intercalados com os modos principais, até que sobreveio no século XVIII a influente obra do cantor Pedro Peloponésio, que substituiu alguns dos modos diatônicos por destruidores. Por sua influência, até hoje o segundo modo e seu plagal são de gênero cromático no canto bizantino, e o terceiro modo e o grave, de enarmônico. Por a maior parte deste período ter coincidido com a maior parte do jugo otomano, observa-se ainda influência mútua entre o octoeco e o makam, especialmente no pensamento sistemático dos modos.
A terceira grande reforma, modernamente chamada "Primeira Reforma" (por ser a primeira de duas no século XIX) e idealizada por Crisanto de Mádito com Gregório o Cantor e Curmúzio o Arquivista, trouxe influências otomanas (como temperamento inspirado no tanbur) e novas teorias sobre melodia, harmonia e ritmo, introduzindo o chamado "octoeco neobizantino". Entre estas teses, Crisanto introduziu um temperamento da oitava em 68 "minutos", ainda desiguais, mas já com consciente aproximação logarítmica, superando a antiga tradição de entonação justa. Em 1881, contudo, o sínodo da Igreja Ortodoxa de Constantinopla estabeleceu a Segunda Reforma, idealizada por um "Comitê Musical" que o mesmo organizara. Esta reforma incluiu a introdução de uma divisão da oitava em 72 "mórias" iguais, divisão que permanece até hoje.

#### Elementos dos modos
O principal elemento dos modos bizantinos é sua escala, sempre heptatônica, podendo ser dividida em dois tetracordes: um superior e um inferior. Os modos também têm notas dominantes (em grego clássico: δεσπόζοντες φθόγγοι; romaniz.: despózontes phthóngoi), que se distinguem do conceito ocidental de nota dominante, visto que pode haver mais de uma no mesmo modo. As notas dominantes são as que mais se repetem ao longo das melodias, sob um modo específico, e aquelas em que cada frase deve terminar, enquanto as demais são chamadas "excesso" (em grego clássico: ὑπέρβασις; romaniz.: hypérbasis). Uma das notas dominantes sempre será a primeira do tetracorde inferior, chamada "base" (em grego clássico: βάσις; romaniz.: básis), conceito análogo à tônica moderna, e toda melodia começa e termina na base.
Os modos são anunciados por um "apéquema" (em grego clássico: απήχημα; romaniz.: apḗchēma), que inicia a melodia. Originalmente, havia uma grande diversidade de apéquemas, mas hoje há apenas um apéquema genérico (em grego clássico: Νε; romaniz.: Ne) a ser cantado na base de cada modo, com a exceção das melodias lentas no quarto modo, que têm um apéquema próprio (em grego clássico: Αγια; romaniz.: Agia), cantado melismaticamente. Cada modo ainda tem suas próprias particularidades marcando suas composições, chamadas "idiomas" (em grego clássico: ἰδίωματα; romaniz.: idíōmata).

### Tons ocidentais

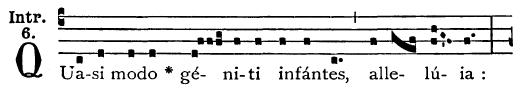
Introito da Oitava da Páscoa, indicando o uso do tom sexto

O octoeco hagiopolitano era desde sua concepção conhecido por clérigos ocidentais, de forma que influenciou diretamente o desenvolvimento histórico do canto gregoriano, com os oito modos bizantinos, também chamados oito tons, começando a se manifestar explicitamente a partir do fim do século VIII, no contexto da Renascença Carolíngia. No século IX, ainda durante esta Renascença, o estudioso franco Aureliano de Réôme escreveu o primeiro grande tratado ocidental sobre música desde Boécio, o Musica disciplina, consolidando não apenas os oito modos que seriam consagrados no canto gregoriano, mas trazendo também quatro tons adicionais, iniciando-se uma terça acima dos modos autênticos, alegadamente a pedido do próprio Carlos Magno, criando os modos hiperdórico, hiperfrígio, hiperlídio e hipermixolídio, nenhum deles cultivado nos séculos seguintes, nos quais se consolidou o sistema original de oito tons salmódicos (em latim: octo toni). O também franco Hucbaldo, aparentemente sem conhecer a obra de Aureliano, também elaborou um sistema independente de oito tons contemporâneo.
Os autores deste período reverenciavam o octoeco bizantino como testemunha das tradições clássicas, antes regionalmente conhecidas de forma imediata apenas através dos estudos de Boécio. A dificuldade por parte destes estudiosos na interpretação do autor, contudo, levou-os a determinadas associações imprecisas, começando já com contemporâneos de Boécio como Marciano Capela e Cassiodoro. Desta forma, buscando restaurar o modalismo grego clássico, os músicos ocidentais criaram todo um sistema novo. O octoeco gregoriano é extremamente consistente, com as mesmas escalas e padrões melódicos se repetindo entre cantos de mesmo tom.
Nos séculos posteriores, a técnica ocidental para a compreensão dos modos se desenvolveu ulteriormente. No século XI, o monge, hinógrafo e estudioso alemão Hermano de Reichenau foi o primeiro ocidental a definir os modos como divisões da oitava. Em 1547, o poeta e humanista suíço Henrique Glareano publicou seu revolucionário Dodecachordon e expandiu o sistema trazendo os modos jônio e eólio (sobre os quais mais tarde se estabeleceriam, respectivamente, as escalas maior e menor natural), assim como seus respectivos plagais, o hipojônio e o hipoeólio. Apesar de os musicólogos da Arquidiocese de Milão terem partilhado dos avanços teóricos do restante do Ocidente, o canto ambrosiano nunca aderiu às fórmulas gregorianas, desenvolvendo um conjunto de dezoito tons, com oito deles apenas vagamente equivalentes a oito dos tons gregorianos.
Com alterações próprias independentes de qualquer função litúrgica, a música modal, com seus diversos desenvolvimentos internos, permaneceu após a Idade Média uma fundação tanto da música popular como da erudita, com a notável exceção dos primeiros compositores da Primeira Escola de Viena, como Mozart e Haydn.

#### Elementos dos modos
Elementos importantes dos modos gregorianos, todos eles escalas heptatônicas, são o centro tonal (aplicação do conceito moderno da tônica), a final (em latim: finalis, historicamente confundida com o centro tonal) e a dominante (em latim: tenor, também chamada tenor ou tom recital). O centro tonal é sempre o primeiro grau de cada modo. Nos modos autênticos, a final, com a qual as melodias em cada modo costumam terminar, é também o primeiro grau da escala, enquanto nos plagais é o quarto. A dominante, utilizada em recitações monótonas, é o quinto ou sexto grau nos modos autênticos e o sexto ou sétimo nos plagais. Diferentemente da complexidade de gêneros adquirida pelo octoeco bizantino, os oito tons gregorianos se localizam todos na escala diatônica, com o uso de acidentes limitando-se a alguns casos de bemolização de si (caso no qual a nota era chamada B rotundum, em oposição ao B quadratum, donde bequadro).

### Rito sírio ocidental

#### Origens e características gerais

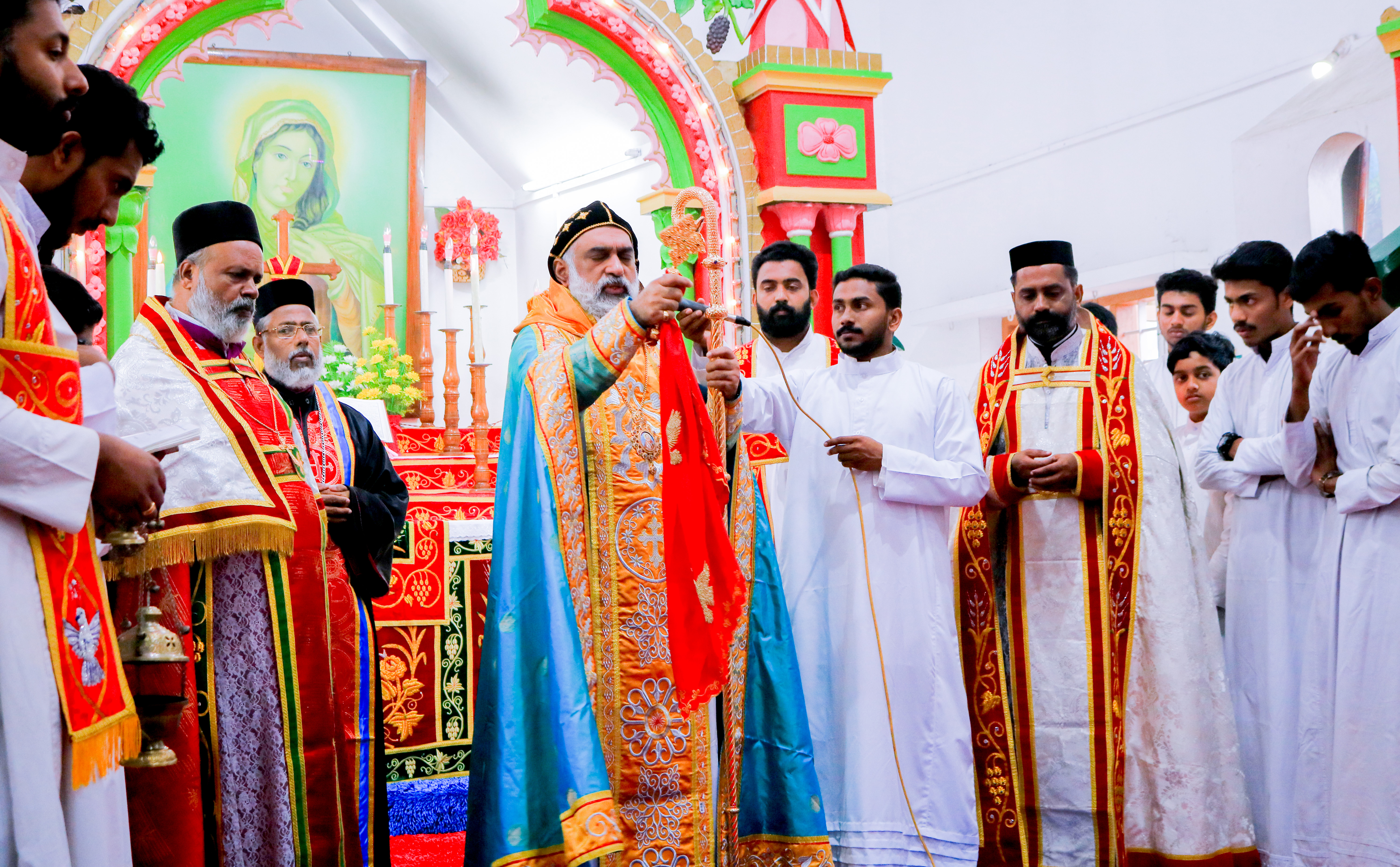
Coral contemporâneo da Igreja Síria Jacobita Cristã, em Meenangadi

Ainda na fase mais primitiva de seu desenvolvimento, um sistema modal (com sete ou oito modos, a depender do autor) influenciado pelo de Jerusalém começou a ser adotados por hinógrafos não-calcedonianos como Severo de Antioquia, Paulo de Edessa e João, o Cantor. A princípio, predominava o uso de sete modos, enquanto a adoção posterior de um modo adicional (possivelmente por influência bizantina) gerou o sistema hoje utilizado no rito sírio ocidental, desenvolvido justamente a partir de tradições levantinas que não foram completamente bizantinizadas. Resulta que o canto siríaco tem um sistema de oito modos (em aramaico:  ܬܡܢܐ ܪܩܢܐ‎, transl. təmānē reqneʾ/ṯmōnē rēqnēʾ), numerados de primeiro a oitavo. Este sistema é comumente conhecido pelo livro que orienta seu funcionamento litúrgico, a Casa do Tesouro (em aramaico:  ܒܝܬ ܓܙܐ‎, transl. Bayt Gazzā/Bēṯ Gazo), texto com bastante influência teórica bizantina, mas sem equivalência direta entre os modos de ambas as tradições.
Como testificado por Bar Hebreu, em algum momento entre o fim do século VIII e o início do IX os cristãos não-calcedonianos sírios esqueceram sua própria teoria hinográfica, de forma que suas melodias passaram a ser transmitidas apenas oralmente. Estudos posteriores, contudo, tanto pelos próprios musicólogos sírios como por terceiros, retomaram a teorização do canto sírio ocidental. Hoje se percebe que, com exceção dos três primeiros modos (equivalentes aos três primeiros gregos autênticos), os modos sírios são radicalmente distintos dos das outras igrejas, e mesmo difíceis de se compreender como escalas, visto que a hinografia síria é regida por muitos princípios, alguns hoje inclusive esquecidos, além dos oito modos.

#### Variantes
Apesar de um núcleo comum, há certa diversidade de estilos melódicos de canto sírio ocidental, tanto por desenvolvimentos tradicionalmente separados como por influências mais recentes. No Oriente Médio e em sua diáspora, o rito sírio ocidental recebeu contínua influência da música árabe, gerando mesmo paralelos entre os oito modos e os maqam. Com a adesão do rito sírio ocidental no século XVII por parte dos cristãos de São Tomé, que antes praticavam o rito sírio oriental, foram adotadas a Casa do Tesouro e outras fontes de canto litúrgico, resultando em uma introdução do octoeco sírio na Índia. Esta introdução, contudo, tanto foi influenciada por elementos nativos como por tradições separadas. O canto de Tur Abdin recebeu um centro de transmissão em Pampacuda e dominou o norte de Querala, tornando-se exclusivo para a Mar Thoma e a Igreja Católica Siro-Malancar. O de Mossul, por sua vez, teve seu centro de transmissão no Mosteiro de Manjanikkara, dominando o sul de Querala e dividindo espaço com o canto de Tur Abdin nas demais igrejas indianas de rito sírio ocidental.
Apesar de ser parte da tradição síria ocidental, a Igreja Católica Maronita não utiliza o sistema do Bēṯ Gazo, nem tampouco qualquer outra forma de octoeco. Em decorrência do isolamento que teve das outras tradições levantinas a partir do século VII, com ulteriores desenvolvimentos independentes centrados no Mosteiro de São Maron, o canto tradicional maronita utiliza originalmente diversos modos arcaicos não temperados, com desenvolvimentos mais recentes admitindo maiores influências da música árabe.

### Difusão e diversificação pelo Cáucaso

Iadgari georgiano do século X

A adoção do sistema de oito tons pelos cristãos do Cáucaso também se deu na fase mais primitiva de seu desenvolvimento, gerando sistemas historicamente independentes do bizantino, de forma que os cantos tradicionais da Igreja Ortodoxa Georgiana e das igrejas de rito armênio podem em alguns aspectos refletir o canto original de Jerusalém mais fielmente que o moderno canto bizantino hoje utilizado pelo Patriarcado Ortodoxo de Jerusalém. Tanto o rito hagiopolita como o georgiano nativos foram, afinal, suplantados pelo rito bizantino no início do segundo milênio, mas este próprio rito e seu canto são, em boa parte, herdeiros dos hagiopolitas.

#### Octoeco georgiano
O octoeco georgiano é fundamentado no Iadgari (em georgiano:  იადგარი, significando "memória"), livro litúrgico ultimamente baseado no canto dos georgianos levantinos e no Tropológio, um livro musical bizantino que não sobreviveu até os tempos modernos, ainda com influências nativamente georgianas, sírias orientais e talvez mesmo armênias. Reflexos do octoeco hagiopolita começaram a aparecer em fontes georgianas no século V, mas o Iadgari processou, em maior parte, práticas hagiopolitas do início do século VII.
Hoje, na Igreja Ortodoxa Georgiana, convive com o rito bizantino um octoeco (em georgiano:  ოქტოიხოსი, transl. ok'toikhosi) radicalmente distinto do bizantino. Primeiramente, tudo indica que o canto georgiano, assim como outras tradições (inclusive populares) do sul do Cáucaso, sempre tenha sido polifônico, com a execução ornamentada de três vozes independentes em tons diferentes, chamadas "anunciadora" (em georgiano:  მზახრ, transl. mzakhr, mais aguda e tensa), "dupla" (em georgiano:  ჟირ, transl. zhim, intermediária) e "baixo" (em georgiano:  ბამ, transl. bam). A unidade das vozes distintas é tradicionalmente considerada um símbolo trinitário. Ainda, não só muitos hinos têm modos atribuídos distintamente do canto bizantino como alguns sequer estão inseridos em modos, possuindo melodias independentes que aparentam ser ainda mais antigas que a introdução do octoeco de Jerusalém, alguns inclusive tendo diversas variações regionais. Os modos, internamente, são também pouco consistentes em revelar padrões escalares próprios. Enfim, apesar da população relativamente pequena, a melodia e harmonia georgianas apresentam fortes variações regionais, as mais notáveis sendo a escola de Svetitskhoveli, a escola de Guelati, a escola de Shemokmedi e as tradições próprias dos suanos, dentre as quais se distingue ao menos uma variante alta e uma baixa. Nos cantos suanos, as características mais marcantes são a ênfase na voz intermediária e algumas instâncias de melodias monofônicas, e mesmo solos, de origem na mais arcaica polifonia. Esta eventual monofonia também pode ser detectada na Mesquécia e em Pshavi-Khevsureti.

#### Octoeco armênio
Quantos aos armênios, tradicionalmente se especulou, conforme registrado pelo historiador do século XIII Estêvão Orbeliano, que o octoeco (em armênio/arménio:  ութձայնի, transl. owt῾jayni/ut῾jayni) lhes teria sido introduzido pelo bispo Estêvão de Siunique no século VIII, mas já há tratados armênios nativos de ensino do sistema datados de tão cedo quanto o século VII. Ainda, a análise comparativa da tradição armênia com as diferentes fases da sua hagiopolita refletem práticas específicas que provavelmente remontam a uma recepção do sistema na Jerusalém dos séculos IV e V, com ulterior desenvolvimento nos séculos VII e VIII. Embora as notações originais tenham sido historicamente esquecidas, seu octoeco foi devidamente reconstruído pela Igreja Apostólica Armênia, embora os resultados tenham sido de modos inconsistentes. Em uma curiosa distinção própria do rito armênio, há coros diferentes para o canto dos modos. Do lado norte da igreja fica a "classe da mão direita" (em armênio/arménio:  աջակողմեան դաս, transl. aǰaxakołmean/aǰaxakoġmyan das), enquanto do lado sul fica a "classe da mão esquerda" (em armênio/arménio:  ձախակողմեան դաս, transl. jaxakołmean/jaxakoġmyan das). No primeiro domingo de cada Quaresma, cada coro recebe quatro dos modos para cantar até a próxima Quaresma, quando as atribuições são trocadas: as "vozes" (equivalentes aos maiores bizantinos) ou os "lados" (equivalentes aos plagais).

### Cantos eslavos orientais

#### Origens

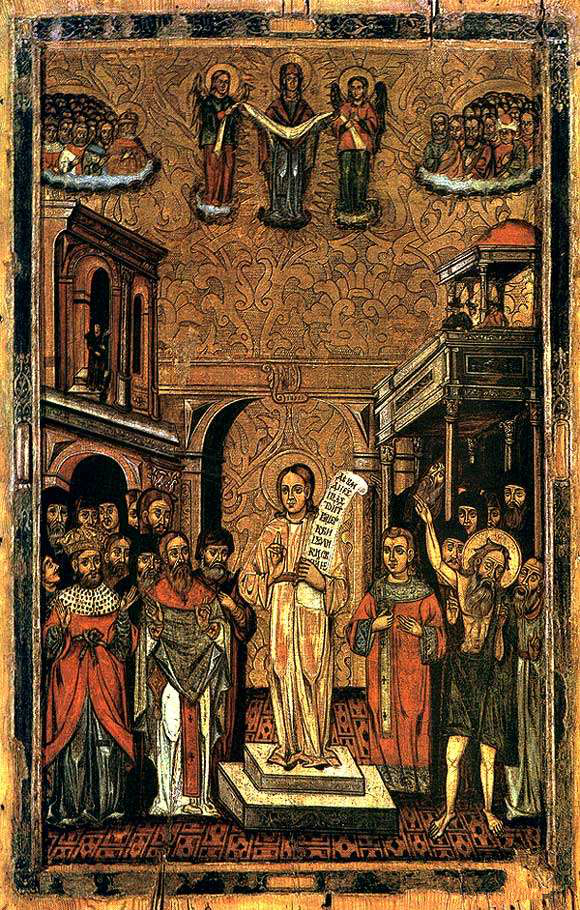
Ícone bielorrusso do século XVII, representando Romano o Melodista com um contácio (конда́къ

Foi na fase do octoeco bizantino hagiopolitano que as tradições eslavas orientais começaram a desenvolver-se a partir do mesmo, através das missões cirilo-metodianas do século IX, que difundiram o octoeco (em antigo eslavo eclesiástico:  Осмогла́сие, transl. Osmoglásie, calque significando "oito vozes"). Criou-se, a partir de então, toda uma família de cantos litúrgicos diversificados com diferentes interpretações do sistema, alguns dos quais começaram, a partir dos séculos XVI e XVII, a afastar-se do octoeco tradicional. Independentemente de qualquer possível variação pretérita, contudo, tradições eslavo-bizantinas dos Bálcãs como a sérvia e a búlgara hoje utilizam, por contínua influência grega, o octoeco neobizantino.
Entre os eslavos orientais, o primeiro canto próprio a se desenvolver foi o canto neumático (em russo:  знаменный распев, transl. znamenny raspev), baseado em uma tentativa nativa de sistematizar o canto religioso desenvolvido na região através de sinais que orientassem os cantores ao longo dos modos, entre o fim do século XI e o início do XII. É um canto diverso, mas divide-se basicamente em uma variante grande (em russo:  большой, transl. bolshoi), com melodias mais elaboradas e contornos melismáticos, e uma pequena (em russo:  малый, transl. maly), mais simples e orientada por sílabas.

#### Desenvolvimento no Império Russo
Em meados do século XVII, as reformas do Patriarca Nicônio de Moscou, patrocinadas pelo Czar Aleixo do Império Russo, trouxeram novos tipos de canto para a prática geral russa. 
O primeiro foi o de Quieve (em russo:  киевский распев, transl. kievski raspev), desenvolvido em franjas ocidentais da jurisdição da Metrópole de Moscou que caíram sob domínio da Polônia e da Lituânia a partir do fim da Idade Média, centrado na prática do Mosteiro de Kiev-Petchersk. O canto se disseminou pela Ucrânia, e, quando parte dela foi reconquistada pelo czar Aleixo, este trouxe o canto para Moscou. O canto tornou-se dominante ao longo do Império a partir de meados do século XVIII, suplantando largamente o moscovita (em russo:  московский распев, transl. moskovski raspev), variedade do grande canto neumático. Suas diferenças jazem basicamente no ritmo e na estrutura de composições, mas as práticas de parte dos cantores ucranianos trouxeram à tona a controvérsia da possibilidade de polifonia no canto litúrgico, provocando discussões acaloradas e levantando a necessidade de preocupações harmônicas no octoeco russo.
O segundo canto a surgir neste contexto foi o grego (em russo:  греческий распев, transl. gretcheski raspev), que, apesar de seu nome, não é uma derivação direta da prática bizantina, mas sim uma construção de especialistas tanto do canto moscovita como do de Quieve, inspirados por melodias do octoeco papádico. As diferenças internas entre métodos de adaptação e a disparidade entre as escalas (os russos ainda utilizavam apenas a escala diatônica), contudo, gerou um canto completamente irregular. Chegou a ser praticado tanto monofônica como polifonicamente.
O terceiro destes cantos, enfim, é o búlgaro (em russo:  болгарский распев, transl. bolgarski raspev), que, apesar de seu nome, não tem relação com os cantos litúrgicos da Igreja Ortodoxa Búlgara. O canto búlgaro, que parece remontar à música popular russa, foi sistematizado como uma alternativa puramente monofônica.
Com a mudança da corte para São Petersburgo, houve uma cisão entre as preferências desta e as do clero em Moscou. Em São Petersburgo, a grande diversidade de cantos gerou a partir do início do século XIX combinações heterogêneas e irregulares, em um contexto em que a corte, exposta à música clássica ocidental (especialmente alemã), preferia as que a esta remetessem. Isto culminou em uma separação definitiva dos sistemas modais no Livro de Costumes (em russo:  Обиход, transl. Obikhod) de 1848, que superou a heterogeneidade de seu antecessor de 1830 (baseado na superposição de diversas tradições) com um octoeco próprio, sistematizado, porém baseado exclusivamente nas familiares escalas maiores e menores. O novo octoeco foi recebido com precaução pelo clero centrado em Moscou, de forma que ambos os sistemas permaneceram em uso paralelo, facultativo, com superveniente dominância dos costumes. Este canto é chamado, em referência ao livro que o divulgou, simplesmente "o costume" (em russo:  обиход, transl. obikhod), e logo se tornou majoritário na Rússia. Além das escalas, as influências se estendiam mesmo ao uso de acordes e cadências tipicamente ocidentais.

#### Cantochão ruteno
À parte do mundo imperial russo, desenvolveu-se na Transcarpátia o cantochão ruteno (em russino:  Простопініє, transl. Prostopinie), que, apesar de semelhante ao canto neumático russo, traz em si, além das influências da música nativa rutena, um octoeco próprio que inclui cromatismos, posicionando-o entre o octoeco neobizantino e os russos. Ainda, a prática rutena permite uso extenso de transposição para adequação à extensão vocal de cada cantor, criando enorme diversidade de tons.
Apesar de sua antiguidade, esta tradição apenas começou a ser estudada formalmente no fim do século XVIII, a partir de Ujhorod. O canto logo se dividiu entre dois centros de cultivo, ambos sedes de catedrais greco-católicas: Mukatchevo e Prešov. Ambas as tradições seguem cultivadas por greco-católicos, mas a de Prešov particularmente passou a ser utilizada por ortodoxos após a conversão em massa de católicos rutenos nos Estados Unidos.

## Terminologia
Os oito modos têm nomes variáveis entre as diferentes tradições. Originariamente, há quatro modos básicos, chamados "senhores" (em grego clássico: κύριοι; romaniz.: kýrioi) ou "maiores", que foram numerados pelos bizantinos do primeiro ao quarto. Considerando-se que cada um destes modos é composto por dois tetracordes (a primeira nota do inferior estando, ao menos originalmente, uma oitava abaixo da quarta do superior), cada um destes modos tem um plagal (ou plágio) correspondente, consistente em um modo em que o tetracorde superior equivale ao inferior do maior, e o inferior está uma oitava abaixo do superior do maior. Na terminologia bizantina, a exceção nomenclatural está no plagal equivalente ao terceiro modo, que, por ser o mais grave de todos, é chamado simplesmente de "modo grave".
Inicialmente, a terminologia ocidental seguiu o sistema nomenclatural bizantino, separando os modos entre autênticos (uma terminologia grega secundária) e plágios, e utilizando ordinais de origem, mas nomeando o modo grave como simplesmente "plágio do terceiro".
Posteriormente, contudo, estabeleceu-se no Ocidente latino outra numeração ao lado da grega clássica, com o primeiro autêntico sendo considerado o primeiro tom, o primeiro plagal o segundo tom, o segundo autêntico o terceiro tom, e assim por diante. Já se supôs que esta ordem teria origem carolíngia, mas a percepção de que as tradições siríaca, armênia e georgiana prefeririam esta ordenação à grega (apesar de não utilizarem a mesma denominação) levou Frøyshov a supor que esta ou seria a ordem original do octoeco de Jerusalém, ou teria convivido com a grega. Ainda hoje semelhante é a nomenclatura do octoeco armênio, que chama os modos maiores de "vozes" (em armênio/arménio:  ձայնք, transl. jaynk῾) e os plagais de "lados" (em armênio/arménio:  կողմանք, transl. kołmank῾/koġmank῾), acrescentando nomes alternativos a alguns plagais.
À parte destes sistemas de numeração, autores ocidentais buscaram reconstruir a nomenclatura grega clássica a partir das obras de Boécio e contemporâneos. Um erro de interpretação, contudo, os levou a identificar os modos gregos recebidos dos bizantinos erroneamente, os quatro primeiros respectivamente como dórico, frígio, lídio e mixolídio, e os seguintes, evidentemente, como hipodórico, hipofrígio, hipolídio e hipomixolídio. Curiosamente, esta nomenclatura permanece até hoje, inclusive fora do modalismo litúrgico ocidental, especialmente para os modos autênticos.
Os eslavos (incluindo os meridionais, que utilizam o octoeco bizantino) e georgianos também utilizam sua própria numeração, a partir da ordem de alternação dos modos nos ciclos do rito bizantino: isto é, contam-se os modos plagais como quinto a oitavo modos, permitindo a abolição nomenclatural da distinção entre maiores e plagais. Esta numeração parece ter surgido entre os russos, que já haviam abandonado completamente a denominação tradicional bizantina por completo no século XIV.
Em suma, as denominações são:
| Octoeco greco-bizantino | Octoeco eslavônico ou georgiano | Modo grego moderno | Tom carolíngio      | Tom gregoriano tardio | Octoeco armênio               |
| ----------------------- | ------------------------------- | ------------------ | ------------------- | --------------------- | ----------------------------- |
| Primeiro                | Primeiro                        | Dórico             | Authentus protus    | Primeiro              | Primeira voz                  |
| Segundo                 | Segundo                         | Frígio             | Authentus deuterus  | Terceiro              | Segunda voz                   |
| Terceiro                | Terceiro                        | Lídio              | Authentus tritus    | Quinto                | Terceira voz                  |
| Quarto                  | Quarto                          | Mixolídio          | Authentus tetrardus | Sétimo                | Quarta voz                    |
| Plagal do primeiro      | Quinto                          | Hipodórico         | Plagis proti        | Segundo               | Primeiro lado                 |
| Plagal do segundo       | Sexto                           | Hipofrígio         | Plagis deuteri      | Quarto                | Segundo lado (lado principal) |
| Grave                   | Sétimo                          | Hipolídio          | Plagis triti        | Sexto                 | Terceiro lado (voz grave)     |
| Plagal do quarto        | Oitavo                          | Hipomixolídio      | Plagis tetrardi     | Oitavo                | Quarto lado (última voz)      |